# Собис, Рафаэл
Рафаэ́л Аугу́сто Со́бис ду Насиме́нту (порт.-браз. Rafael Augusto Sóbis do Nascimento; род. 17 июня 1985, Эрешин, штат Риу-Гранди-ду-Сул) — бразильский футболист, игравший на позиции нападающего. Выступал в сборной Бразилии. Бронзовый призёр Олимпиады 2008 года в Пекине.

## Карьера

### Клубная карьера
Рафаэл Собис в юношеские и молодёжные годы обучался в спортивных школах клубов «Крузейро» (Порту-Алегри), а также двух грандов бразильского футбола — «Коринтианса» из Сан-Паулу и «Интернасьонала» (Порту-Алегри). В составе последнего начал профессиональную карьеру. В 2005 году, в возрасте 19 лет, Собис в 35 матчах за Интер забил 19 голов. В 2006 году он стал одним из ключевых игроков «Интера» в победной кампании Кубка Либертадорес. В первом финальном матче на Морумби против «Сан-Паулу» два его гола помогли «Колорадос» праздновать победу. В ответном матче «Интер» сыграл вничью 2:2 и завоевал почётный трофей впервые в своей истории.
В августе 2006 года Рафаэл Собис перешёл в испанский «Реал Бетис» за 9 миллионов евро. Сезон 2007/08 Собис начал успешно, но к концу года несколько потерял форму, что, впрочем, не помешало ему попасть в число игроков сборной Бразилии на олимпийском футбольном турнире в Пекине, где бразильцы завоевали бронзовые медали.
В сентябре 2008 года было объявлено о покупке Собиса за 10 миллионов евро клубом из ОАЭ «Аль-Джазира», который тренирует первый тренер Собиса по «Интеру» Абел Брага. В середине 2010 Собис отправился в аренду в родной «Интер», где вскоре во второй раз выиграл Кубок Либертадорес.
В 2012 году Рафаэл Собис перешёл во «Флуминенсе», которому в 2012 году помог стать чемпионом Бразилии. В 2015—2016 годах выступал за «Тигрес», с которым дошёл в 2015 году до финала Кубка Либертадорес. С 2016 по 2018 года играл за «Крузейро». В 2019 году выступал за «Интернасьонал». В 2020—2021 годах играл в Серии B за «Крузейро», где и завершил карьеру футболиста.

### Международная карьера
Собис дебютировал за Бразилию 3 сентября 2006 года против Аргентины на стадионе «Эмирейтс» в Лондоне. Бразилия выиграла матч со счетом 3:0, а Собис вышел на замену на последней минуте Робиньо. Свой первый гол за сборную Бразилии он забил 7 октября 2006 года в неофициальном товарищеском матче против кувейтского клуба «Аль-Кувейт».
Он завоевал бронзовую медаль в составе сборной Бразилии до 23 лет на летних Олимпийских играх 2008 года в Китае.

## Личная жизнь
В самом начале карьеры в молодежной команде «Интернасьонала» был известен только как Рафаэль. Тогдашний президент «Интернасьонала» Фернандо Карвалью предложил сменить его фамилию на Собис, фамилию его матери, имевшую украинское происхождение, потому что она может быть более привлекательной для европейских лиг, где футболист мог бы получить двойное гражданство.

## Достижения
- Чемпион штата Рио-де-Жанейро (1): 2012
- Чемпион штата Риу-Гранди-ду-Сул (3): 2004, 2005, 2011
- Чемпион штата Минас-Жерайс (1): 2018
- Чемпион Бразилии (1): 2012
- Чемпион Кубка Бразилии (2): 2017, 2018
- Чемпион Мексики (1): Апертура 2015
- Обладатель Кубка Либертадорес (2): 2006, 2010
- Финалист Кубка Либертадорес (1): 2015
- Бронзовый призёр Олимпийских игр: 2008